# 小浦一優
小浦 一優（こうら かずまさ、1967年〈昭和42年〉12月18日 - ）は、日本の俳優、お笑いタレント、振付師、ダンサー、脚本家、絵本作家。
別芸名及び通称は芋洗坂係長（いもあらいざかかかりちょう）、CO-RA。福岡県北九州市門司区出身。えにしんぐエンターテイメント所属。芸映と業務提携を結んでいる。身長166cm、体重105kg。血液型はA型。

## 来歴
高校時代からダンスチームを結成し、活動していた。高校卒業後は歌番組で田原俊彦や中森明菜のバックダンサーを務めるなどダンサーとして、また自分の劇団「PROJECT TENSION」を結成するなどして活動。東京に上京してきた時の一番の仕事は、音楽番組『ザ・ベストテン』（TBSテレビ）に出演して『TATTOO』を歌っている中森明菜のバックダンサーであったという。
六本木のショーパブで出会ったのがきっかけで、同じ福岡県出身の田口浩正と1988年にお笑いコンビ「テンション」を結成。以降、バラエティ番組などで活動。テンション時代のコントは、洋楽曲「ロリポップ」をモチーフにはずみをつけて漫談を繰り広げていた。その他、博多弁のラップも披露していた。1992年にはバラエティ番組『電動くるくる大作戦』（読売テレビ）にテンションとしてレギュラー出演。この番組の出演者は、雨上がり決死隊の二人でその他出演者でFUJIWARA、バッファロー吾郎、ベイブルースがおり、テンションも含めた5組で毎週交代の持ち回りで司会を担当していた。
1993年に田口は映画役者を目指し、小浦は舞台役者を目指す為にコンビの活動を休止（小浦によれば「解散ではない」とのこと）。ソロとして舞台を中心にCMの振り付けなどにも活躍。ホリプロのお笑いユニット「携帯万能カプセル」を経て1996年には是永克也に誘われイジリー岡田や下平ヒロシ（当時は「ヒロシ」）らと共に「劇団 I-CHI-MI」の旗揚げに参加し、更に劇団メンバーでアカペラでギャグパフォーマンスを行うトリオ「GO-JAP」を結成して活動した。2004年には同劇団を発展的解消。岡田や下平らと「東京アンテナコンテナ」を立ち上げ、公演の脚本・振り付けを担当した。
2011年7月、東京アンテナコンテナを第10回公演「ハイリスク High School」を最後に「卒業」。同時期に所属事務所トリガープロモーションから独立し、えにしんぐエンターテイメントを設立。また、2015年7月からは芸映との業務提携を開始している。

### 芋洗坂係長
ピン芸人としては、上記の劇団の公演で初登場した「肥満体型の会社員」というキャラクターで、『R-1ぐらんぷり2008』に出場した際に名乗った「芋洗坂係長」として替え歌などを披露することが多い。日本語の歌では、曲の歌い出しに合わせたオチをよく言う。
『R-1ぐらんぷり2008』では優勝したなだぎ武に2点差で敗れ2位となる。しかし、関西地区の瞬間視聴率は19.5％で、芋洗坂係長出演時に最高瞬間視聴率を記録した。息子には「日本一になってくるからな」とメールしており、「グー」の絵文字が大量に返信された。そして準優勝後に「日本一になれなくてゴメンな」と送信したところ、「でも、今までで一番面白かったよ」と返信されてきたという。
2009年3月14日、地元門司で行われた「ゆるキャラまつり in もじ」の席上、北九州市長の北橋健治から37人目となる「北九州市特命大使」（観光大使）に委嘱された。本名ではなく、「芋洗坂係長」名義である。またこれより少し前には、北九州市議会議員選挙の投票を呼び掛ける啓発CMにも「芋洗坂係長」名義で出演しており、実質的には本名よりも「芋洗坂係長」のほうが知名度が高い状況となっている。
こうした状況を受けて、所属事務所の「えにしんぐエンターテイメント」には「芋洗坂係長公式オフィシャルサイト」という表記になっているほか、業務提携先の「芸映」の公式サイトの所属タレントにも「芋洗坂係長」名義で紹介されている。
2020年には、デビュー30周年を記念し、全国16か所を回るワンマンライブツアーを予定していたが、新型コロナウイルス感染拡大の影響により全て中止、春に出演予定だったミュージカルも、明日劇場入りというタイミングで中止された。そのため同年4月以降、インスタライブで「芋洗坂BAR」を開始、その後YouTubeに移行して継続している。

## 人物
趣味は似顔絵描き、特技はタップダンス、和雑貨造り、ちぎり絵、書道、物まね、替え歌。
実家で母が営んでいた「清美食堂」は、門司港発祥の名物料理とされている焼きカレーと並ぶ麺料理ちゃんらーの発祥の店で、1998年（平成10年）に閉店していたが、2014年（平成26年）1月12日、姉とともに「二代目清美食堂」として場所を移して再びオープンした。
私生活では劇団時代から支えてもらい、その後マネージャーに転身した一般人女性と再婚し、2018年5月26日に挙式したことを明かしている。2020年8月2日放送の『新婚さんいらっしゃい!』には妻と共に出演した。
30歳頃からしっかり睡眠が取れず、昼間にバイクを運転している際居眠り運転をする程だった。40歳になる前に検査を受け、重度の睡眠時無呼吸症候群で放っておくと命の危険があると診断されたため、それ以降睡眠時に呼吸補助具CPAPを装着している。

## 出演
コンビでの出演歴についてはテンション (お笑い)#バラエティ番組を参照。

### テレビ
- 東京ワンダーホテル（日本テレビ）CMの男役
- 雲と波と少年と（日本テレビ）「CO-RA」として「なつかし博物館へようこそ」に出演
- 元祖!でぶや

#### 芋洗坂係長名義（テレビ）
- 体操の時間。（フジテレビ、2008年10月 - ）- 火・金曜レギュラー
- R-1ぐらんぷり2008（関西テレビ製作・フジテレビ）
- ハピふる!「エンタキテます!」（フジテレビ）
- エンタの神様（日本テレビ・不定期放送）キャッチコピーは「酎笑（ちゅうしょう）企業の宴太（エンター）ティナー」→「踊るメタボリーマン」
- 爆笑レッドカーペット（フジテレビ）キャッチコピーは「歌って踊るメタボリーマン」
コラボカーペットのコーナーにも出演しTKOと共にVALENTIを披露した。
- お笑いDynamite!（TBSテレビ）キャッチコピーは「メタボリック笑候群」
- 学校へ行こう!MAX（TBSテレビ）
- ザ・イロモネア（TBSテレビ、2009年2月14日・9月17日）
ピンモネアに出演、FINALステージ敗退
イジリー、下平と共に「アンコン商事」としてゴールドラッシュ出演、1回目チャレンジ敗退
- 銀玉王（サンテレビ、2009年7月24日 - ）用心棒として1 - 2ヶ月に一回準レギュラーとして出演
- 体育倉庫〜ジムくんとゆかいな仲間たち〜（2009年7月5日 - 8月30日、2010年6月13日 - ）- 「湾岸体操」コーナー
- 笑点（日本テレビ、2010年10月31日）
- 北九州放送局・開局80周年記念福岡発地域ドラマ「オヤジバトル!」（NHK BSプレミアム、2012年2月11日）- 健一 役
- 北九州市政広報番組『こちら 北九編集部!』（福岡放送、2014年4月6日 - 2016年3月27日）
- 北九州市政広報番組『北九州カフェ』（福岡放送、2016年4月3日 - 2018年3月25日）
- 未来広告ジャパン!（NHK Eテレ、2015年4月8日 - 2018年3月7日）- 芋洗坂 役（小学校5年生を対象とした社会科番組）
- イタズラなKiss〜Love in TOKYO（フジテレビTWO、2013年3月29日 - 7月19日）- 入江重樹 役
  - イタズラなKiss2〜Love in TOKYO（フジテレビ、2014年11月24日 - 2015年4月6日）- 入江重樹 役
- 月曜ゴールデン「十津川警部シリーズ53」（TBSテレビ、2014年10月20日）- 住職 役
- キャバすか学園（日本テレビ、2016年10月30日-）

#### 芋洗坂登郎名義（テレビ）
- スター☆ドラフト会議 第3回最強ダンススターGP（日本テレビ、2012年9月4日）

### ドラマ
- 明日があるさ（日本テレビ）
- CSテレ朝ナビ!!スペシャル（テレビ朝日） - イモアライザカ係長 役[14]
- アリバイ崩し承ります 第1話（テレビ朝日、2020年2月1日）肉屋（野沢菜コロケ屋）店主 役
- 麒麟がくる 第12話（NHK大河ドラマ、2020年4月5日）公家 役
- 仮面ライダーリバイス 第10話（テレビ朝日、2021年11月14日） ※本名名義だが、芋洗坂係長の名義も併記
- 家政夫のミタゾノ 第5シリーズ 最終話（2022年6月10日、テレビ朝日）- 川嶋明夫 役　※芋洗坂係長の名義も併記

#### 芋洗坂係長名義（ドラマ）
- その女、ジルバ（東海テレビ・フジテレビ系、2021年1月9日-） - 花山 役
- 特捜9 final season 第3話（2025年4月23日、テレビ朝日） - ドリアン野々宮 役[15]

#### 芋洗坂登郎名義（ドラマ）
- 霊能力者 小田霧響子の嘘（テレビ朝日）竹島健一 役
- 秘密（テレビ朝日、2010年10月29日）
- 空飛ぶ広報室 第6話（TBSテレビ、2013年5月19日）前園 役

### 映画
- 劇場版 ひみつ×戦士 ファントミラージュ! 〜映画になってちょーだいします〜（2020年7月23日）
- がんばれいわ!!ロボコン ウララ〜!恋する汁なしタンタンメン!!の巻（2020年7月31日） - 伊東カズオ 役[16]
- まぜこぜ一座殺人事件（2024年10月18日公開予定）[17]

### ラジオ
- 明日への伝言板（2020年11月、CROSS FM）

### CM
- UGAパーティーステーションのCMに出演。（自身初：UGAパーティーステーションのWebバージョンCMに出演）2008年5月8日放映開始。
- ポッキー（江崎グリコ）CM - 忽那汐里と共演
- 北九州市議会議員選挙投票啓発（2009年1月）
テレビ・ラジオのみならず、市の公共施設や北九州モノレール各駅などで流されるバージョンもあった。
- 明日のレモンサワー（サントリースピリッツ）2017年

### 舞台
- カーテンズ（2010年2月6日 - 24日、東京国際フォーラム）[18]
- ZORRO THE MUSICAL （2011年1月 - 2月、日生劇場）-  ガルシア軍曹役（我善導とのWキャスト）
- オーシャンズ11　（2014年6月 - 10月、東急シアターオーブ・梅田芸術劇場） - ルーベン 役
- 龍が如く （2015年4月、赤坂ACTシアター）- サイの花屋　役
- ライ王のテラス（2016年3月、赤坂ACTシアター） [19]
- 三銃士（2016年8月、日生劇場） - ルイ13世 役
- コインロッカー・ベイビーズ（2016年6月4日 - 19日、赤坂ACTシアター / 6月24日 - 25日、福岡市民会館大ホール / 6月29日、広島文化学園HBGホール / 7月2日 - 3日、オリックス劇場）[20]
- ドラゴンクエストライブスペクタクルツアー（2016年7月 - 8月、さいたまスーパーアリーナ、マリンメッセ福岡、日本ガイシホール、大阪城ホール、横浜アリーナ） - トルネコ 役[21]
- 世襲戦隊カゾクマン（2014年、2017年、2019年）
- オリバー（2021年9月7 - 11月7日、東急シアターオーブ） - ミスター・バンブル 役
- ジョセフ・アンド・アメージング・テクニカラー・ドリームコート（2022年4月7日 - 29日、日生劇場 / 5月5日 - 7日、刈谷市総合文化センター アイリス 大ホール / 5月12日 - 16日、オリックス劇場[注 3]）
- チャーリーとチョコレート工場（2023年10月9日 - 31日、帝国劇場） - ボーレガード 役
  - チャーリーとチョコレート工場（2026年3月27日 - 31日〈予定〉、ウェスタ川越 / 4月7日 - 29日〈予定〉、日生劇場 / 5月〈予定〉、福岡 / 6月〈予定〉、大阪）[24]
- うねり〜踊らない二人〜（2024年3月13日 - 17日、京都劇場 / 3月21日 - 31日、ヒューリックホール東京 / 4月7日・8日、刈谷市総合文化センター アイリス 大ホール / 4月11日・12日、電力ホール）[25]
- ビリー・エリオット〜リトル・ダンサー〜（2024年7月27日 - 10月26日、東京建物 Brillia HALL / 11月19日 - 24日、SkyシアターMBS） - ジョージ 役[26]
- ダンス オブ ヴァンパイア（2025年5月、東京建物 Brillia HALL / 6月、御園座 / 7月、梅田芸術劇場 メインホール / 7月、博多座） - シャガール 役[27]
- バグダッド・カフェ（2025年11月2日 - 23日〈予定〉、シアタークリエ） - サル 役 他[28]

### 劇場アニメ
- ズートピア（2016年4月23日、日本語版） - マイケル・狸山 役[29]

### オリジナルビデオ
- 新まるごし刑事! 鉄拳制裁だ!歌舞伎町!（2009年、GPミュージアム） - 平田の上司 役
- 実録マフィアンヤクザVII GROUNDDOCUMENT（2013年） - シラカワ 役
- 芋洗坂係長のキレキレ係長（2013年、ポニーキャニオン）
- ボルトマン 俺の汗で世界を救う!（2014年8月29日、MOVIE PLANET） - 主演・三朗 / ボルトマン 役[30]

### 本
- みならい天使のさんたろう（2009年、扶桑社）

### PV
- 祭り囃子でゲラゲラポー / キング・クリームソーダ（2014年、avex trax）[31]
- はじまるきせつ / さくらしめじ（2015年）[32]
- ジョー☆デッキー!!! / はやぶさ（2018年8月29日） - テレビアニメ『デュエル・マスターズ （新シリーズ）』OP曲[33]

## 振付作品
- 北九州市 認知症支援・介護予防センター「E・G体操」
- 島谷ひとみ「うれしいことを探そう!プロジェクト 芋洗坂係長 振り付けバージョン」
- BEYOOOOONDS「こんなハズジャナカッター!」